# Iglesia de Kemi
La Iglesia de Kemi en una iglesia evangélica luterana localizada en la ciudad de Kemi, en el norte de Finlandia. 

## Construcción
La construcción fue diseñada por el arquitecto Josef Stenbäck y fue completada en 1902.
La construcción fue remodelada en 2003.